# Franz Mehring
Franz Mehring, född 27 februari 1846 i Schlawe, Pommern, död 29 januari 1919 i Berlin, var en tysk publicist, socialistisk politiker och marxistiskt inriktad historiker.
Mehring var ursprungligen borgerlig demokrat och medarbetare i frisinnade tidningar. Under intryck av socialistlagen anslöt han sig till socialdemokratin, men återgick sedermera för en tid till liberal åskådning för att omsider definitivt omfatta socialismen. Han blev medlem av Tysklands socialdemokratiska parti (SPD) 1891, där han var aktiv inom partiets vänsteropposition och senare Spartacusförbundet.
Mehring skrev 1877 från borgerligt frisinnad synpunkt en skarpt kritisk historik över den tyska socialdemokratin och senare som moderatsocialist en utförligare sådan, Geschichte der deutschen Sozialdemokratie (4 band, 1897). Mehring skrev en bok om Gustav II Adolf med en marxistisk analys av det Trettioåriga kriget, som översattes till svenska av Ture Nerman.
Allt som fanns utgivet av honom brändes av nationalsocialister under bokbålen runt om i Nazityskland 1933.

## Minnesmärken
Mehring är begravd på Zentralfriedhof Friedrichsfelde i Berlin. I Berlin har torget Mehringplatz och gatan Mehringdamm i Kreuzberg samt torget Franz-Mehring-Platz i Friedrichshain uppkallats efter honom.